# دانيل كوفي كيريه
دانيل كوفي كيريه (مواليد 8 مارس 1996) هو لاعب كرة قدم غاني يلعب في مركز المهاجم في نادي فرايبورغ.

## روابط خارجية
- دانيل كوفي كيريه على موقع الاتحاد الأوربي (الإنجليزية)
- دانيل كوفي كيريه على موقع قاعدة بيانات كرة القدم.إي يو (الإنجليزية)
- دانيل كوفي كيريه على موقع ناشيونال فوتبول تيمز (الإنجليزية)
- دانيل كوفي كيريه على موقع Soccerway.com (الإنجليزية)
- دانيل كوفي كيريه على موقع عالم كرة القدم.نت (الإنجليزية)